# Kako (incrociatore)
Il Kako (加古?) è stato un incrociatore pesante appartenente alla Marina imperiale giapponese, seconda e ultima unità della classe Furutaka e così chiamato in onore del fiume omonimo che scorre nella prefettura di Hyōgo. Fu varato dal cantiere navale Kawasaki a Kōbe, nell'aprile 1925.
Appartenente alla 6ª Divisione incrociatori sin dai primi anni trenta, partecipò a diverse missioni lungo le coste della Cina e fu modificato, riequipaggiato e rimodernato più volte tra 1927 e 1937. Assieme al gemello Furutaka e ai quasi identici Aoba e Kinugasa riformò alla fine del decennio la divisione, che nell'imminenza della guerra in Estremo oriente fu assegnata alla 4ª Flotta, responsabile delle operazioni nell'Oceano Pacifico centrale e sud-occidentale. Dal dicembre 1941 in avanti fu presente in successione alla conquista di Guam, di Wake, di Rabaul e all'invasione di Lae-Salamaua in Nuova Guinea orientale. Nel maggio 1942 partecipò inoltre alla complessa battaglia del Mar dei Coralli, fallendo nel proteggere la portaerei leggera Shoho. Dopo una revisione negli arsenali giapponesi, tornò nel settore delle isole Salomone a inizio luglio e alla fine del mese fu riassegnato con i gemelli all'8ª Flotta, con quartier generale a Rabaul: nella notte tra l'8 e il 9 agosto prese parte, con tale formazione, alla battaglia dell'isola di Savo senza subire alcun danno. La mattina presto del 10, tuttavia, mentre procedeva alla volta di Kavieng con gli incrociatori gregari, fu squarciato da tre siluri lanciati da un sommergibile statunitense: affondò in pochi minuti con perdite comunque contenute tra l'equipaggio.

## Caratteristiche
Il Kako era il secondo esemplare della classe Furutaka, risultato di continui ripensamenti e cambiamenti apportati a un progetto di incrociatore da ricognizione da 7 310 tonnellate, steso sin dal 1916 e rivisitato dopo che lo stato maggiore generale era rimasto colpito dalla classe Omaha statunitense prima, dalla classe Hawkins britannica poi. Solo nell'estate 1921 i disegni tecnici definitivi, curati dal capitano di vascello e ingegnere navale Yuzuru Hiraga, furono approvati: essi introducevano notevoli innovazioni quali l'inclusione nella struttura portante dello scafo della corazzatura di murata e del ponte continuo, accorgimenti ripresi dalla sua precedente creazione (l'incrociatore leggero Yubari) per contenere il dislocamento. Furono previste inoltre un'artiglieria principale da 200 mm, una velocità di 35 nodi e una corazzatura capace di resistere a granate da 152 mm esplose da 12 000-15 000 metri. Tuttavia l'ostinata volontà delle alte sfere di aggiungere altre armi e una certa approssimazione nel calcolo dei pesi fece sì che la stazza fosse superiore di circa 1 000 tonnellate a quanto preventivato.
Il Kako, infatti, presentava un dislocamento a vuoto di 8 230 tonnellate e a pieno carico di circa 9 580 tonnellate. Presentava una lunghezza alla linea di galleggiamento di 183,53 metri (185,17 fuori tutto), una larghezza massima di solo 15,77 metri e un pescaggio di 5,56 metri; il rapporto lunghezza/larghezza era elevato allo scopo di raggiungere la velocità di progetto. Come detto, la protezione era elemento integrante del telaio: la cintura spessa 76 mm era lunga solo 80 metri e copriva la zona dell'apparato motore; sul bordo superiore era connessa al ponte di coperta dalla corazzatura laterale spessa 35 mm. Il ponte stesso aveva piastre da 32 mm, mentre il primo ponte era più robusto con 48 mm d'acciaio. Le sei torri d'artiglieria avevano una protezione di 25 mm su tutti i lati, mentre le sottostanti barbette e magazzini di munizioni di 50 mm. La torre di comando non era provvista di alcuna corazzatura. Infine, come misura difensiva contro i siluri, erano presenti delle modeste controcarene e lo scafo era diviso longitudinalmente da una paratia stagna non corazzata: ciò limitava l'allagamento eventuale a solo una parte della nave, ma il rischio di capovolgimento era concreto. L'armamento principale era formato da sei cannoni Type 3 modello 1 da 200 mm lunghi 50 calibri (L/50), raggruppati tre a prua e tre a poppa con le torri al centro sopraelevate; erano inoltre disponibili dodici lanciasiluri da 610 mm, installati a coppie sul ponte di coperta (tre per lato) in impianti fissi. La difesa contraerea si articolava su quattro cannoni Type 11 da 76 mm L/40 e due mitragliatrici leggere da 7,7 mm.
L'apparato motore era costituito da dodici caldaie Kanpon, delle quali dieci alimentate a olio combustibile e le restanti due miste (olio e carbone); esse davano potenza a quattro turbine a ingranaggi a vapore del tipo Kawasaki-Curtis, a ciascuna delle quali era vincolato un albero motore con elica: l'energia motrice ammontava a 102 000 shp e la velocità massima era di 34,5 nodi, conseguenza del dislocamento eccessivo. Circa le riserve di carburanti esistono differenze tra le fonti: 1 400 tonnellate di olio combustibile e 400 di carbone, 1 010 di olio combustibile e 570 di carbone e ancora 450 tonnellate di carbone. L'autonomia era pari a 6 000 miglia alla velocità di 14 nodi. La nave era gestita da un equipaggio di 625 tra ufficiali, sottufficiali e marinai.

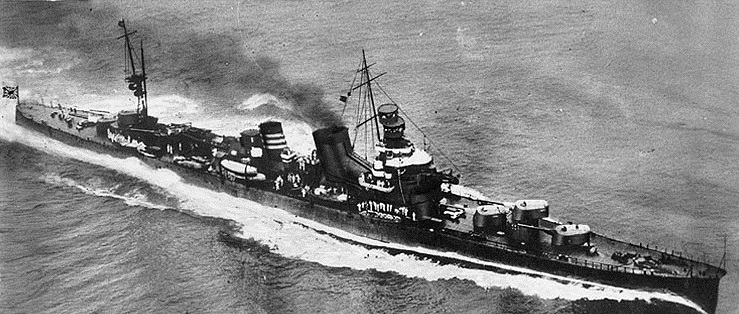
Il Kako naviga a tutto vapore dopo i primi interventi ai fumaioli

Il Kako fu modificato varie volte, essendo uno degli incrociatori più anziani in servizio. Nell'inverno 1926-1927 i due fumaioli furono innalzati e le cappe alterate, di modo che i fumi di scarico fossero espulsi correttamente, nel 1930 fu rimossa la piattaforma di lancio che era stata aggiunta sul tetto della torre numero 4 (la prima di poppa) per l'idrovolante conservato nell'hangar di poppavia: poiché poco ergonomica, il velivolo doveva essere ogni volta deposto in acqua e recuperato da un argano. Durante il 1932 fu del tutto reimpostata la dotazione contraerea su quattro cannoni Type 10 da 120 mm L/45 in postazioni singole e due impianti doppi su mitragliatrici Type 93 da 13,2 mm; i lavori videro anche l'aggiunta di una catapulta tra l'hangar e la torre numero 4. Il 4 luglio 1936, infine, il Kako iniziò un massiccio processo di modernizzazione presso l'arsenale di Sasebo, che fu completato il 27 dicembre 1937: i sistemi di controllo del tiro furono aggiornati e le sovrastrutture ampiamente ricostruite, con conseguente rilocazione delle armi contraeree. Le sei torri singole furono rimpiazzate da tre torri binate, dotate di cannoni Type 3 modello 2 da 203 mm L/50 e con eguale corazzatura delle precedenti, disposte due a prua e una a poppa. La contraerea fu incrementata da quattro coppie di cannoni Type 96 da 25 mm L/60 mentre la dotazione silurante fu riorganizzata su due impianti quadrinati brandeggiabili di tubi da 610 mm, dotati del letale ordigno Type 93 e siti sul ponte a mezzanave verso poppa, ai lati di una nuova catapulta che serviva due idrovolanti Kawanishi E7K2. Ancora, la torre di comando fu rivestita di un manto corazzato spesso 36 mm e furono rimosse le caldaie ad alimentazione mista: ciò permise di ridurre le dimensioni del secondo fumaiolo e ne conseguì un aumento dell'erogazione di vapore da parte delle rimanenti dieci unità. La riserva di combustibile, dunque, passò a 1 858 tonnellate di olio, l'autonomia crebbe a 7 900 miglia alla velocità di 14 nodi (14 600 chilometri a 26,60 km/h) e la potenza motrice a 110 000 shp.
Quest'ultimo radicale intervento fece comunque aumentare il dislocamento standard del Kako a 8 840 tonnellate circa e quello a pieno carico a 10 506 tonnellate; la stabilità venne poi a essere compromessa dal peso delle nuove armi e dunque furono aggiunte controcarene più larghe, assestando il pescaggio a 5,61 metri e aumentando la larghezza a 16,93 metri. La velocità massima, pertanto, scese a 33 nodi. L'equipaggio, infine, passò a 639 effettivi.

## Servizio operativo

### Costruzione e periodo interbellico

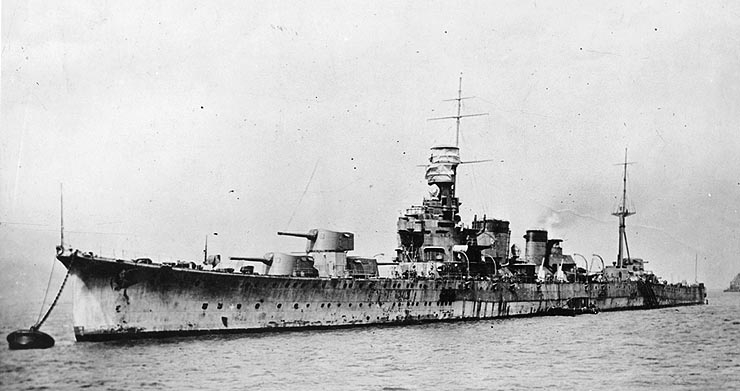
Il Kako negli ultimi mesi di allestimento, prima di entrare effettivamente in servizio

L'incrociatore pesante Kako fu ordinato nell'anno fiscale edito dal governo giapponese nel 1923. La sua chiglia fu impostata nel cantiere navale di Kōbe, gestito dalla Kawasaki, il 17 novembre 1922 e il varo avvenne il 10 aprile 1925; fu completato e immesso in servizio il 20 luglio 1926.
Fu inserito con il gemello nella 5ª Divisione incrociatori e partecipò alle periodiche, intensive esercitazioni della Marina imperiale giapponese, alternate da crociere di guerra e operazioni nelle acque cinesi. Nel 1929-1930 fu sottoposto a una prima serie di modifiche e aggiustamenti, quindi nel 1933 riprese servizio nella 6ª Divisione e alla fine di agosto presenziò alla rivista navale di Yokohama. In novembre passò dunque allo status di nave di guardia e durante il 1934 transitò nella riserva, quindi nel luglio 1936 iniziò il radicale processo di riequipaggiamento e ammodernamento: nel dicembre 1937 tornò operativo e fu integrato nella 6ª Divisione, che venne a comprendere oltre al Furutaka anche i similari incrociatori pesanti Aoba e Kinugasa. Assieme ai gregari il Kako partecipò ad altre missioni lungo la costa cinese e alle regolari esercitazioni a livello di flotta. Il reparto fu inquadrato nella 1ª Flotta e dal 15 settembre 1941 rispose agli ordini del contrammiraglio Aritomo Gotō, che scelse lo Aoba come sua ammiraglia. Tra la fine degli anni venti e il 1941 il Kako fu al comando dei seguenti capitani di vascello: Akira Gotō (18 settembre 1925 - 15 novembre 1927) che si era occupato anche dell'allestimento finale dell'unità, Junzō Yoshitake (15 novembre 1927 - 10 dicembre 1928), Toraroku Akiyama (10 dicembre 1928 - 30 novembre 1929), Nobutake Kondō (30 novembre 1929 - 18 giugno 1930), Kamezaburō Nakamura (18 giugno - 1º dicembre 1930), Katsuzumi Inōe (1º dicembre 1930 - 1º dicembre 1931), Shichisaburō Kōga (1º dicembre 1931 - 1º dicembre 1932) che per lo più supervisionò i lavori in cantiere, Shunzo Mito (1º dicembre 1932 - 15 novembre 1933), Tokujirō Yokoyama (15 novembre 1933 - 15 novembre 1934), Ei Kashiwagi (15 novembre 1934 - 15 novembre 1935), Aritaka Aihara (15 novembre 1935 - 1º luglio 1936), Kenshirō Ōshima (1º luglio - 1º dicembre 1936); Masao Okamura (1º dicembre 1936 - 1º dicembre 1937) e Michiaki Kamata (1º dicembre 1937 - 20 ottobre 1938), che non condussero in mare l'incrociatore poiché era in corso la seconda modernizzazione; Masaki Ogata (20 ottobre 1938 - 1º maggio 1939), Akira Itō (1º maggio - 1º luglio 1939), Heitarō Edo (1º luglio - 15 novembre 1939), Giichirō Horie (15 novembre 1939 - 15 ottobre 1940) e infine Yuji Takahashi a partire dal 15 settembre 1941.

### La seconda guerra mondiale

#### 1941-1942

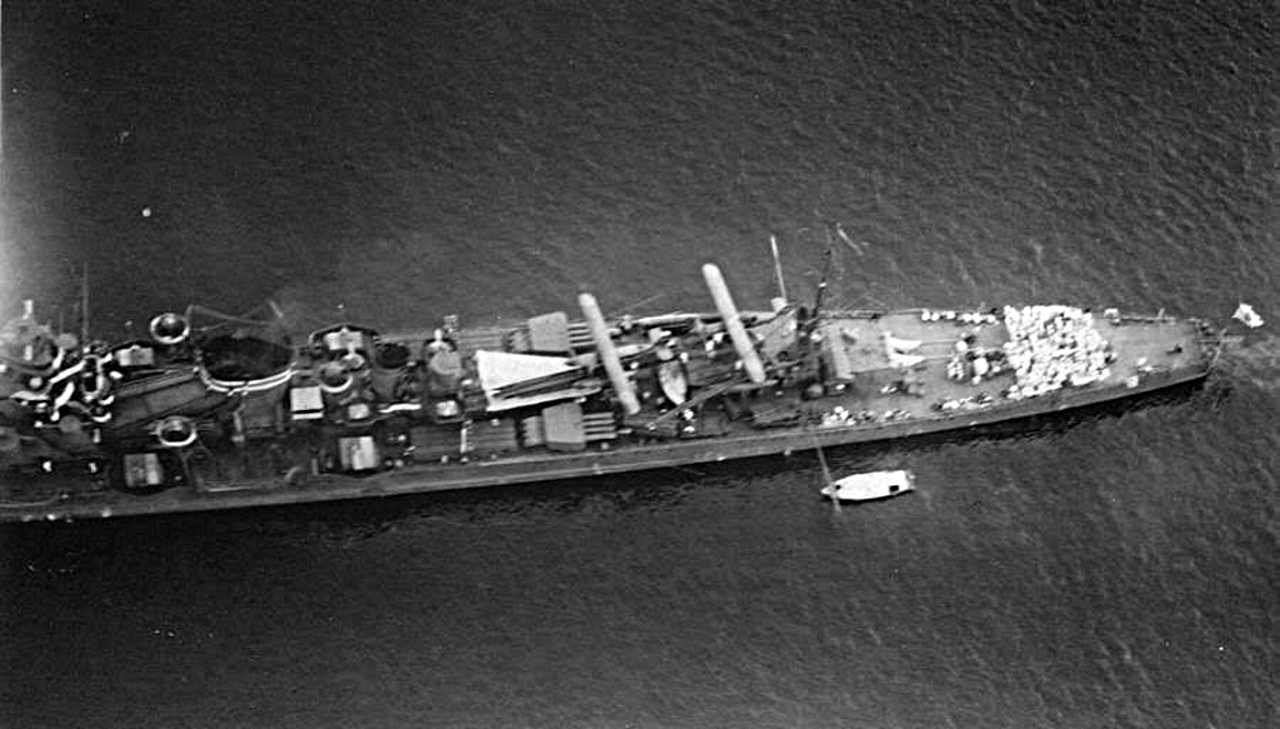
Il Kako parzialmente ripreso da un aereo, fine 1941: si possono facilmente apprezzare i nuovi impianti lanciasiluri (rivolti in ritirata) e la catapulta con due idrovolanti

Il 2 dicembre 1941, all'ancora nella baia dell'isola di Hahajima nell'arcipelago delle Ogasawara, ricevette il messaggio in codice Niitakayama nobore 1208, che indicava l'inizio imminente dell'attacco di Pearl Harbor e l'apertura delle ostilità sul fronte dell'Oceano Pacifico. La 6ª Divisione incrociatori salpò il 4 dicembre alla volta di Guam, unico possedimento statunitense nelle isole Marianne, che dopo due giorni di bombardamenti aerei fu invasa e conquistata nelle prime ore del 10 dicembre, senza necessità di intervento dei cannoni degli incrociatori; la 6ª Divisione fece dunque rotta sulla grande base navale di Truk (isole Caroline). Il 13 dicembre riprese il mare per scortare assieme ad altre unità le portaerei Soryu e Hiryu, distaccate dalla 1ª Flotta aerea reduce dall'attacco di Pearl Harbor per agevolare la conquista dell'Isola di Wake, rallentata dall'imprevista resistenza statunitense: fu infine occupata il 23 dicembre. Dal 10 al 18 gennaio 1942 la 6ª Divisione incrociatori rimase a Truk, poi partì per coprire l'assalto anfibio a Rabaul in Nuova Britannia (operazione "O"), avvenuto con successo il 23 gennaio; garantì dunque le operazioni per la conquista di Kavieng (Nuova Irlanda) avvenute poco dopo e quindi tornò nell'appena conquistata Rabaul. Il 1º febbraio il Kako e i gemelli salparono d'urgenza in seguito a un rapido raid aeronavale statunitense sul protettorato nipponico delle isole Marshall, che aveva danneggiato varie navi: il 4 febbraio era presso l'isolotto di Roi-Namur nell'atollo Kwajalein e il 6 si ancorò all'isola di Kwajalein ma, poiché le Task force 17 (contrammiraglio Frank Fletcher) e 8 (contrammiraglio William Halsey) si erano già allontanate, rientrò il 10 a Truk. Il 20 febbraio il Kako, il Furutaka e il Kinugasa cercarono invano di intercettare la Task force 11 del contrammiraglio Wilson Brown che, avvistata vicino a Rabaul, aveva invertito la rotta; l'inseguimento fu un fiasco e il 23 gli incrociatori tornarono alla base. Il 2 marzo la 6ª Divisione si spostò a Rabaul (raggiunta il 5) dove si unì alle forze della 4ª Flotta del viceammiraglio Shigeyoshi Inoue assemblate per l'invasione di Lae-Salamaua (operazione "SR"), due piccoli centri dotati di aeroporti sulla costa settentrionale della Nuova Guinea: in particolare il Kako formò con i gregari della 6ª Divisione e gli incrociatori leggeri della 18ª (Tatsuta, Tenryu) la squadra di copertura a distanza. Lo sbarco riuscì senza ostacoli l'8 marzo e il Kako con gli altri incrociatori lasciò le acque della Nuova Guinea, sfuggendo così all'improvvisa e pesante incursione aeronavale delle TF 11 e 17, che si erano riunite nel Golfo di Papuasia a sud dell'isola. Le due divisioni toccarono il 9 marzo l'ancoraggio di Buka sull'omonima isola adiacente Bougainville e l'11 gettarono le àncore a Rabaul; il 14 marzo il Kako e tutte le altre unità ripresero il mare, stazionarono dal 15 al 17 a Buka e il 18 raggiunsero lo stretto Moewe che divide il porto di Kavieng dalla Nuova Hannover. Qui rimasero fino al 26 marzo, quando salparono con destinazione Rabaul che fu raggiunta il giorno successivo. Il 28 le due divisioni partirono nuovamente, fecero tappa a Rabaul e quindi fecero rotta a sud-est, proteggendo gli sbarchi incontrastati nelle isole Shortland (30 marzo) e a Kieta sulla costa orientale dell'isola di Boungainville (31 marzo).

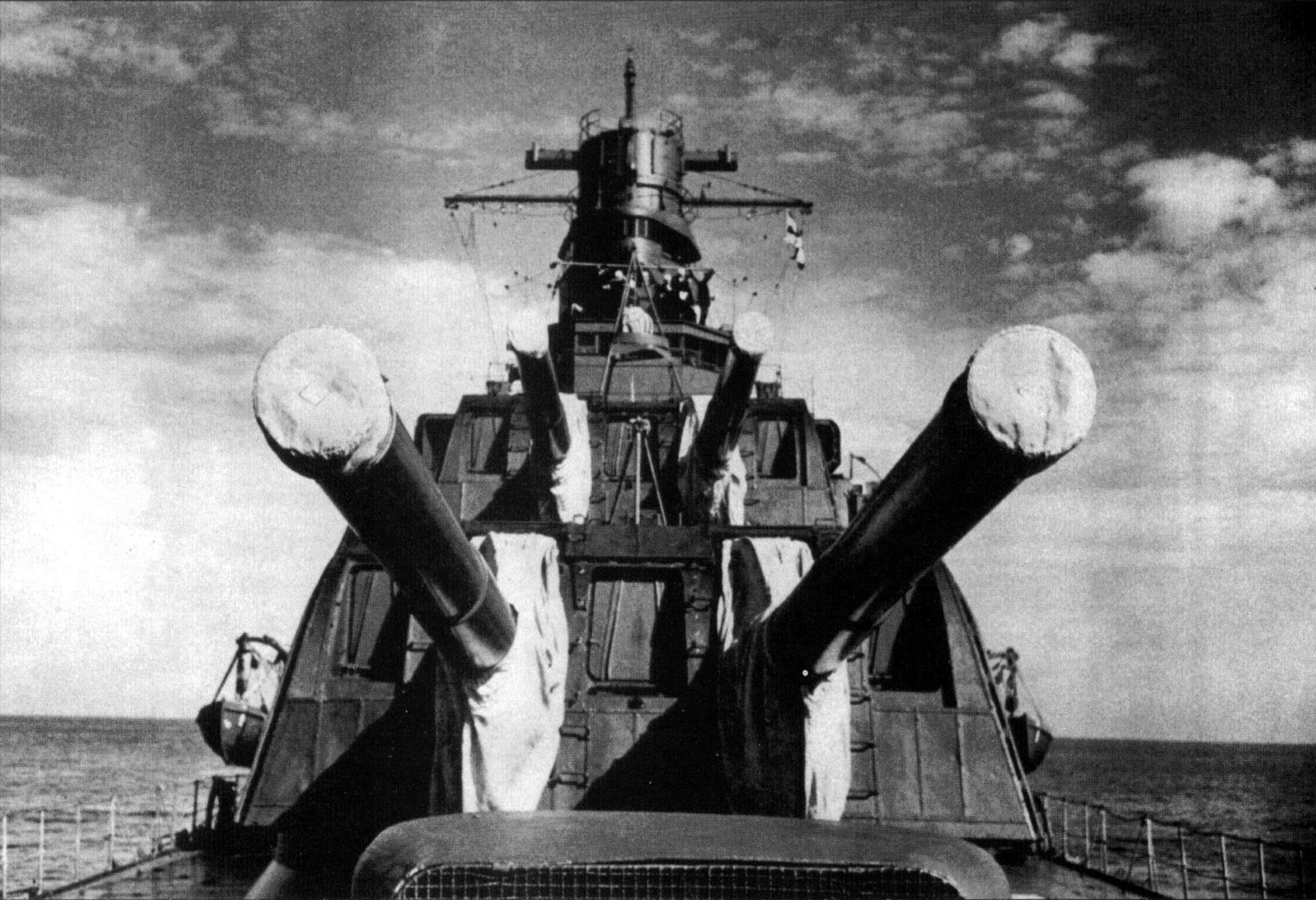
Immagine ravvicinata delle due torri prodiere armate con pezzi da 203 mm da 50 calibri: esse furono installate durante il profondo ammodernamento del 1936-1937

Giunte a Rabaul già il 1º aprile 1942, la 6ª e la 18ª Divisione fecero il pieno di combustibile e ripartirono immediatamente: sostarono dal 2 al 5 aprile nello stretto Moewe, poi il 7 aprile raggiunsero Manus nelle isole dell'Ammiragliato. L'8 fecero rotta su Truk dove dal 10 al 30 aprile tutti gli incrociatori furono sottoposti a riequipaggiamento. Nella seconda metà del mese, intanto, il Gran Quartier generale imperiale aveva ordinato di iniziare l'operazione Mo, la conquista di Tulagi, delle isole Louisiade e di Port Moresby nella Nuova Guinea meridionale, ultimo bastione alleato sull'isola. La 6ª Divisione fu rinforzata dalla portaerei leggera Shoho, dal cacciatorpediniere Sazanami e dalla petroliera Iro e si portò il 3 maggio all'ancoraggio della Regina Carola vicino a Buka, da dove vigilò sull'occupazione di Tulagi. Il giorno seguente, mentre il convoglio d'invasione di Port Moresby salpava, la Task force 17 del contrammiraglio Fletcher lanciò tre attacchi consecutivi su Tulagi, affondando o danneggiando diverse unità, e il Kako assieme agli incrociatori della 6ª Divisione partì subito con rotta su Guadalcanal. Il giorno seguente, però, le portaerei americane si raggrupparono per fronteggiare la formazione d'attacco del viceammiraglio Takeo Takagi che, con le portaerei Shokaku e Zuikaku, era penetrata da est nel Mar dei Coralli; il Kako e gli altri tre incrociatori, intanto, si erano fermati alle Shortland e la mattina del 6 furono oggetto di un attacco rimasto infruttuoso da parte di quattro bombardieri pesanti Boeing B-17 Flying Fortress: salparono poco dopo e il 7 si riunirono alla Shoho in alto mare, a ovest di Bougainville. Negli stessi giorni si era sviluppato lo scontro tra la TF 17 e la squadra del viceammiraglio Takagi: dopo essersi reciprocamente cercate senza esito, il 7 maggio furono effettuati i primi attacchi di velivoli imbarcati, che affondarono un cacciatorpediniere e una petroliera statunitensi. Il contrammiraglio Fletcher ordinò altre ricognizioni e lanciò un'ondata di circa novanta aerei (per lo più bombardieri in picchiata) che scovò il gruppo del contrammiraglio Gotō: il Kako e i gregari, troppo distanti dall'unità, non furono capaci di intervenire in maniera incisiva con la contraerea e la Shoho fu affondata al largo dell'isola Misima da un gran numero di ordigni giunti a segno. L'8 maggio la Shokaku rimase severamente danneggiata ma anche le forze aeree imbarcate nipponiche colsero un successo distruggendo la Lexington e infliggendo danni gravi alla Yorktown. Al termine dello scontro la 6ª Divisione si divise e il Kako e lo Aoba, indenni, protessero il ripiegamento del convoglio d'invasione, fermandosi poi il 9 alle Shortland per rifornimento prima di procedere per il porto Regina Carola: all'imbocco della rada il Kako rimase incagliato su un basso fondale il 12, ma fu rimesso a galla entro la fine della giornata e il 14 poté salpare con lo Aoba alla volta di Kure, dove fu revisionato. Il 16 giugno i lavori furono completati e, dopo alcune ore di addestramento con il Tatsuta e il Tenryu, fece rotta per Truk che raggiunse la settimana seguente.

#### L'affondamento
Dopo aver atteso l'ammiraglia Aoba, il Kako la seguì fuori da Truk il 30 giugno e si portò a Kieta il 5 luglio, proseguendo quindi per la baia di Rekata a Santa Isabel dove i giapponesi avevano costruito una base di idrovolanti. Qui, il 27 luglio, il capitano Takahashi fu informato che la 6ª Divisione era stata assegnata all'8ª Flotta del viceammiraglio Gun'ichi Mikawa, di stanza a Rabaul e costituita il 14 luglio. Il Kako si riunì con i gemelli nello Stretto Moewe e nel pomeriggio del 7 agosto salpò con questi e l'incrociatore pesante Chokai alla volta di Rabaul, per imbarcare Mikawa e aggredire la testa di ponte stabilita in mattinata dagli statunitensi su Guadalcanal. Mikawa issò le sue insegne sul Chokai, aggregò gli incrociatori Tenryu, Yubari e il cacciatorpediniere Yunagi e si pose alla testa della colonna nipponica, navigando attraverso le Salomone. Durante l'avvicinamento il Kako ebbe ordine di lanciare un Aichi E13A1 per una ricognizione preventiva, ma il mezzo fu abbattuto da un velivolo appartenente alla portaerei USS Wasp, che si trovava con la Task force 63 di copertura a distanza a sud di Guadalcanal. Nonostante fosse poi localizzato, il viceammiraglio Mikawa continuò sulla stessa rotta e, nella notte tra l'8 e il 9 agosto, giunse indisturbato nelle acque prospicienti la piccola Isola di Savo, attorno alla quale incrociava a bassa velocità, divisa in due gruppi, la gran parte della flotta di scorta alleata: la battaglia esplose violenta nella totale sorpresa degli equipaggi statunitensi e australiani.
Il Kako, in terza posizione nella linea di fila, lanciò alle 01:38 una salva di siluri contro l'incrociatore pesante USS Astoria e subito dopo, alla luce dei razzi illuminanti sganciati da alcuni idrovolanti (opportunamente catapultati assieme al Chokai e al Furutaka nelle ore precedenti), concentrò il tiro sul pari tipo USS Vincennes, annientandone il gruppo idrovolanti e infliggendo danni gravi. Il combattimento cessò attorno alle 02:30 con l'improvviso ripiegamento giapponese, dato che il viceammiraglio Mikawa temeva di dover sostenere un attacco da parte della TF 63, che invece si era ritirata a sua insaputa. L'indenne Kako si accodò e la mattina presto del 10 agosto Mikawa dirottò la 6ª Divisione su Kavieng; alle 06:50 il vecchio sommergibile USS S-44 avvistò i quattro incrociatori pesanti a meno di un chilometro di distanza, al largo dell'isola di Simberi e a sole 70 miglia dalla loro meta. Alle 07:06 rilasciò quattro siluri all'indirizzo del Kako, in coda, e tre di essi esplosero alle 07:08 contro la murata di dritta presso la torre numero 1, nel magazzino munizioni prodiero e nelle sale caldaie 1 e 2. Il Kako sbandò subito, dal fumaiolo di prua eruttò una nube di vapori surriscaldati e fumo e alle 07:15 iniziò a sprofondare rapidamente di prua con trentaquattro morti a bordo (2°28′S 152°11′E). Gli altri incrociatori, dopo una vana caccia allo S-44, raccolsero pressoché tutti i naufraghi – compreso il capitano di vascello Takahashi – e gettarono le ancore a Kavieng in mattinata. L'11 agosto il cacciatorpediniere Uzuki, inviato da Rabaul, pattugliò la zona dell'affondamento e recuperò un singolo, ultimo superstite.
Il 15 settembre 1942 il Kako fu depennato dai registri della marina imperiale.